# Mugurel Dumitru Vintilă
Mugurel Dumitru Vintilă este un deputat român în legislatura 1996-2000, ales în județul Iași pe listele partidului —.
Mugurel Dumitru Vintilă s-a născut pe data de 13 iulie 1956, la Iași, un oraș cu o bogată activitate culturală și artistică, într-o familie preocupată de artă și literatură. Este  căsătorit și are o fiică în vârstă de 19 ani.
La vârsta de 4 ani a început studiul pianului cu Acad. Prof. Dr. Florica Nițulescu.
În 1981 a absolvit studiile muzicale universitare (pian și dirijat) în cadrul Academiei de Arte George Enescu din Iași. A avut profesori renumiți, printre care Vasile Tarnavski, Mihaela Constantin, Ion Baciu, Sabin Pautza.
În 1982 se stabilește în Grecia, la Atena. Din 1983 este profesor titular al catedrei de pian la Conservatorului Național M. Kalomiris din Atena. În 1985 a fost numit director artistic al Filialei Kesssariani a Conservatorului Național. Între 1986-1990 a fost director muzical al Corului Municipal Iraclion-Creta.
În paralel cu activitatea pedagogică, între anii 1983-1991, a desfășurat și o apreciată carieră artistică ca pianist și dirijor, încununată cu aparițiile de la Vatican - 1988 și Musikverein - 1989. În toată această perioadă a fost pasionat de studiul științelor politice și al relațiilor internaționale.
De asemenea, a publicat peste 300 articole și studii muzicale în presa greacă, italiană și română.
În 1987 a fost premiat de Academia Română. În 1988 i s-a conferit premiul internațional “Fontane di Roma”, alături de G.Gemma, Ennio Morricone, Ronaldo Nicolosi, Ornella Mutti, Melina Mercuri și alții. În același an i s-a conferit și premiul “David de Michelangelo”, iar în 1989 premiul “Campidoglio”. În 1991, cu acordul Senatului Academiei de Arte G. Enescu și al Ministerului Învățământului din România, este numit profesor universitar de onoare al Academiei de Arte G. Enescu din Iași. De asemenea, numele său se regăsește în Dicționarul Muzical (Gaitanou, 1997) și Dicționarul muzicii grecești «De la Orfeu pâna azi» (Giallelos, 1988).
În 1991 își întrerupe activitatea artistică și se implică în procesul de reconstrucție al României post-comuniste.
În 1991 devine membru al Uniunii Ziariștilor Europeni și al Uniunii Ziariștilor din România.
În 1992 este consilier al Ministrului de Externe al României.
În 1993 - consilier de stat al Guvernului României, iar în 1995 - consilier al Președintelui României.
Este membru al Fundației Colegiului Național de Apărare.
În perioada 1996-2000 este deputat în  Parlamentul României.
Este unul dintre cei șase membri fondatori ai Partidului Alianța pentru România și vicepreședinte al partidului, până în 2000. 
În 1996 publică la editura Institutul European volumul «România și lumea contemporană»(ediție bilingvă). În 1999 publică volumul «Răzvrătirea».
În 2001 se retrage din viața politică și revine la Atena, unde își continuă activitatea pedagogică în cadrul Conservatorului Național M.Kalomiris.
În 2012 publică în limba greacă volumul ”Levantini și coțcari”, la editura Epsilon Athens
În 2019 publică volumul ”Dincolo de aparențe” la Institutul European 